# Quai Kellermann
Le quai Kellermann est une voie quai de Strasbourg.

## Situation et accès
Le quai Kellermann borde le sud du canal du Faux-Rempart entre la rue du Noyer et la rue de la Nuée-Bleue sur l'Ellipse insulaire. Il débute au niveau du pont de Paris, du quai de Paris et de la rue du Noyer. Il croise à son tiers à droite la rue de Marbach et à ses deux-tiers à droite la rue Saint-Pierre-le-Jeune. Il se termine au niveau du pont du Faubourg de Pierre, du quai Schoepflin et de la rue de la Nuée Bleue.
Accès
L'arrêt Pont de Pierre des lignes 4 et 6 en direction des faubourgs nord est situé sur le quai juste avant le croisement avec la rue de la Nuée Bleue. Dans l'autre sens, l'arrêt est situé de l'autre côté du pont du Faubourg de Pierre, au début de la rue du Faubourg de Pierre pour la ligne 4 et sur le quai Kléber pour la ligne 6. 
Les Lignes de tramway A à D et F ont leur arrêt Place de l'Homme de fer non loin non plus au bout de la rue du Noyer.
La circulation routière se fait dans le sens ouest-est. La rue de Marbach est montante et la rue Saint-Pierre-le-Jeune est descendante. Au bout du quai, les véhicules peuvent soit poursuivre sur les quais, soit prendre la rue de la Nuée Bleue qui est à double sens de circulation.

## Origine du nom
Le quai a été ainsi dénommé en l'honneur du général strasbourgeois de la Révolution française François Christophe Kellermann.

## Historique

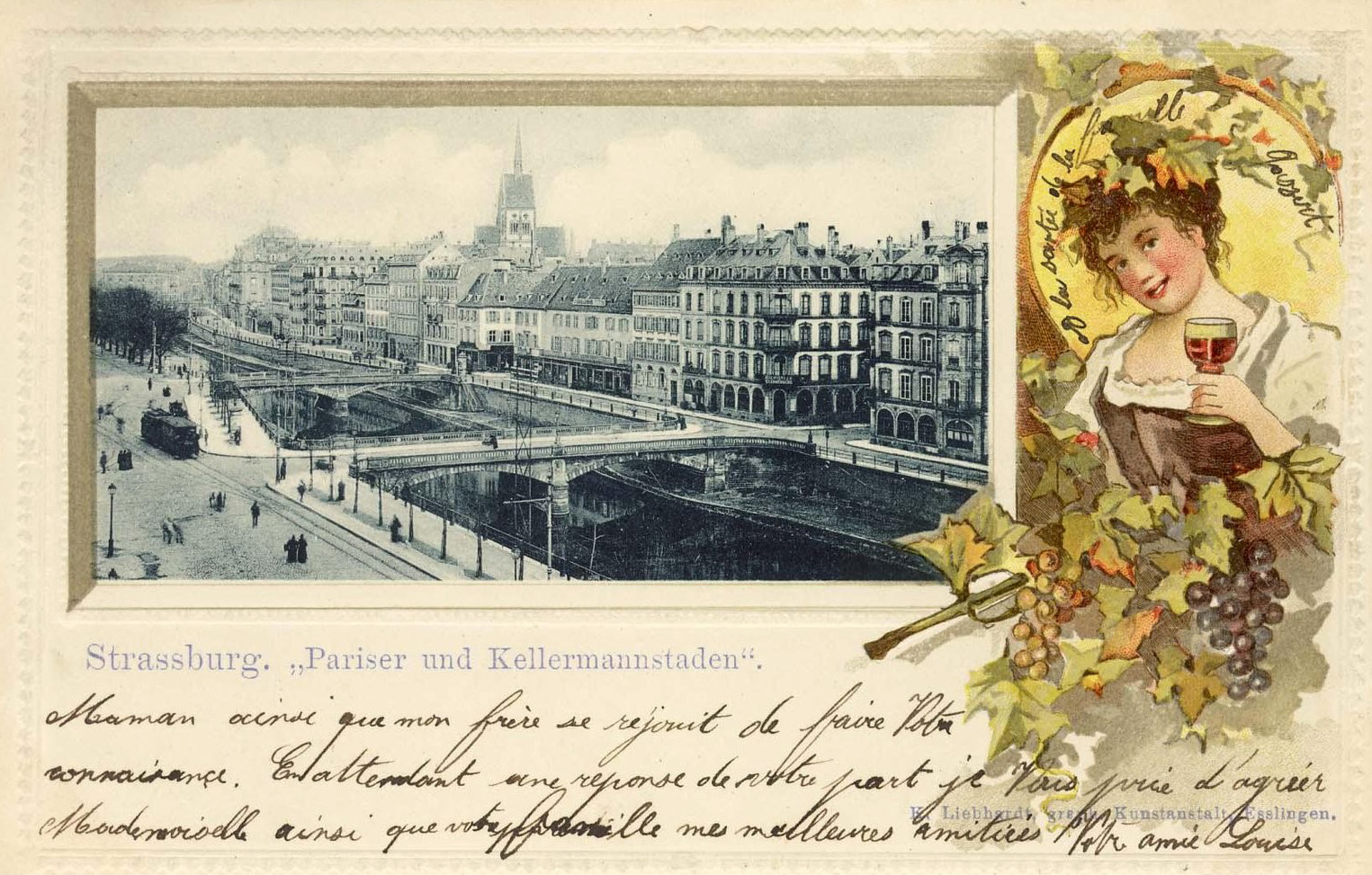
Pariser und Kellermannstaden
(carte postale, 1901).

En 1833, la Ville supprime le canal intérieur du faux rempart, ainsi que le terre-plein qui le séparait du canal extérieur, établissant ainsi plusieurs quais, dont les actuels quai de Paris et quai Kellermann.
Jusqu'en 1835 le quai est appelé « quai Lezay-Marnézia », du nom du diplomate et préfet français Adrien de Lezay-Marnésia, date à laquelle il est appelé « quai Kellermann » puis « Kellermannstaden » en 1872 après l'annexion de l'Alsace-Lorraine. 
En 1918 il reprend le nom de « quai Kellermann »  avant de devenir durant l'occupation « Burgtorstaden » (quai de la Porte du Burgthor) et de reprendre le nom de « quai Kellermann » à la Libération.

## Bâtiments remarquables
Les nos 1 et 3, longtemps occupés par le parking des grands magasins Printemps, construit à la fin des années 1960, sont démolis en 2013. En septembre 2020, un magasin Primark, enseigne de vêtements irlandaise, ouvre ses portes sur cet emplacement.
Les nos 4, 5 et 6 sont occupés par des immeubles néo-XVIIIe siècle du Second Empire.
La maison éclectique de 1903 qui occupe le no 6bis est due à l'architecte Friedrich Illinger, à qui l'on doit plusieurs autres édifices strasbourgeois des rues Lamey, Kuhn, Wissembourg et de l'avenue des Vosges. 
Le no 8a du quai fait partie d'un ensemble canonial, d'époque médiévale, entièrement refaçonné au XIXe siècle, qui donne aussi sur la rue de la Nuée-Bleue et sur la rue Saint-Pierre-le-Jeune. Les façades et les toitures de cet immeuble ont fait l'objet d'une inscription au titre des monuments historiques en 1999.
L'actuel imposant no 8 a été conçu en 1895 par Eugène Dacheux (1874-1945), sur une initiative de Paul Müller-Simonis, prêtre et mécène, qui avait le projet d'y accueillir un hôtel (l'Union), des logements, des commerces, un casino catholique, ainsi qu'une grande salle des fêtes, mais de lourdes pertes financières conduisent à la revente de l'immeuble en 1905. Le bâtiment est remanié à la fin du XXe siècle, puis transformé en salle de spectacle et de cinéma, le Ritz, de 1949 à 1987.

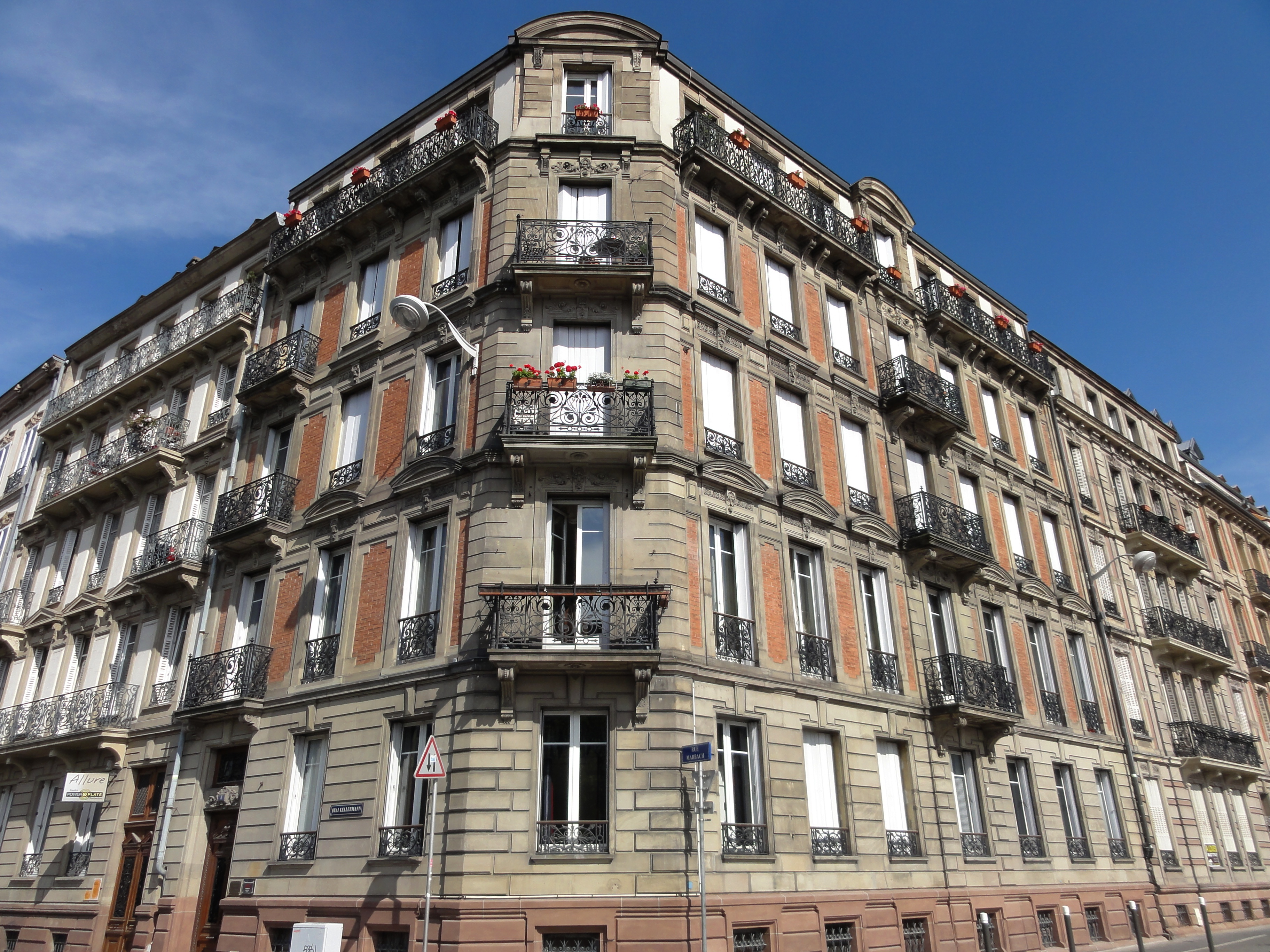
Le no 4 avec le quai à gauche et la rue de Marbach à droite
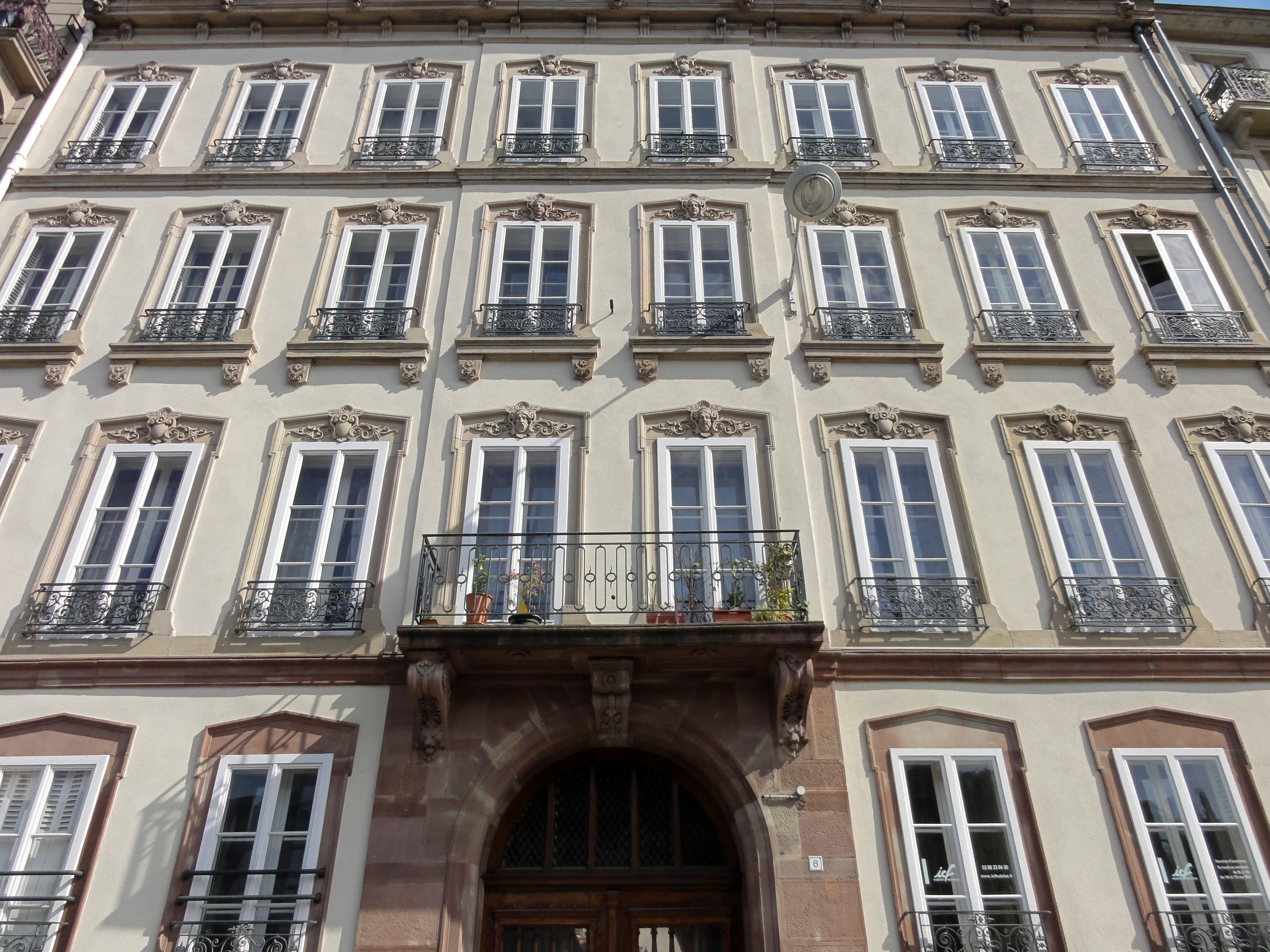
Le no 6.